# Ion L. Creangă
Ion Luca Creangă (n. 1911, Adâncata județul Dorohoi, în prezent județul Suceava – d. 1986) a fost un matematician român, cu contribuții deosebite în domeniul geometriei și algebrei.

## Biografie
A rămas orfan de tată pe când avea un an. Cursurile primare, secundare și superioare le-a parcurs la Iași. În 1931 obține licența în matematică.
Devine asistent la Seminarul de Matematică al Universității din Iași, unde a avut posibilitatea să cerceteze laborios unele probleme care au devenit obiectul cercetărilor sale ulterioare.
În perioada 1932-1937 este profesor de matematică la Liceul Național din Iași și la Școala Normală „Vasile Lupu” din Iași, iar în 1937 devine asistent la Catedra de Calcul Diferențial și Integral.
În 1939 și-a trecut doctoratul la Roma, specialitatea matematică, sub îndrumarea lui Enrico Bompiani.
În 1939 a fost numit șef de lucrări la Politehnica din Iași, la Catedra de Matematici Generale. În 1943 este numit conferențiar la aceeași catedră.
În 1945 devine profesor de geometrie analitică la Facultatea de Electrodinamică, ca în 1948 să preia Catedra de Algebră a Facultății de Matematică din cadrul Universității din Iași.
În perioada 1949-1953 este decan al Facultății de Matematică, iar în 1955 este numit rector.
În 1965 a fost numit în Consiliul Național al Cercetării Științifice.

## Activitate științifică
Activitatea sa se remarcă în domeniul geometriei euclidiene diferențiale, ecuațiilor matriciale etc.
În teza sa de doctorat a studiat corespondențele între două spații euclidiene tridimensionale.
În 1958 a participat la Congresul Matematicienilor ținut la Edinburgh. În 1963 a conferențiat la Padova, în cadrul colaboarării dintre Universitatea din Iași și cea din Padova.

## Decorații
- Ordinul Muncii clasa a III-a (14 septembrie 1953)[2]
- Medalia „40 de ani de la înființarea Partidului Comunist din Romînia” (6 mai 1961) „pentru merite în activitatea de partid și întărirea regimului democrat-popular”[3]
- Ordinul „Steaua Republicii Populare Romîne” clasa a III-a (18 august 1964) „pentru merite deosebite în opera de construire a socialismului, cu prilejul celei de a XX-a aniversări a eliberării patriei”[4]
- Ordinul „Meritul Științific” clasa a II-a (26 septembrie 1966) „pentru merite deosebite în activitatea științifică, cu prilejul Centenarului Academiei Republicii Socialiste România”[5]
- Ordinul „23 August” clasa a III-a (20 aprilie 1971) „pentru merite deosebite în opera de construire a socialismului, cu prilejul aniversării a 50 de ani de la constituirea Partidului Comunist Român”[6]
- Ordinul „Meritul Științific” clasa a II-a (7 mai 1981) „pentru rezultatele obținute în îndeplinirea cincinalului 1976–1980, pentru contribuția deosebită adusă la înfăptuirea politicii Partidului Comunist Român de făurire a societății socialiste multilateral dezvoltate în patria noastră, cu prilejul aniversării a 60 de ani de la făurirea Partidului Comunist Român”[7]

## Scrieri
- 1962: Sulla transformazione degli intèrni del 2o ordine di due punti correspondenti, nelle corrispondènze puntuali fra due spazi euclidei, teza sa de doctorat
- 1962: Curs metodic de algebră liniară
- 1963: Introducere în calculul tensorial
- Curs de geometrie analitică, care este un model de expunere pedagogică.

A mai publicat unele lucrări în colaborare cu Corina Haimovici, N. Rădescu, Octav Mayer, C. Cazacu și alții.